# Estação aérea da USCG nas Bermudas
A Estação aérea da USCG nas Bermudas prestou serviços de resgate aéreo-marítimo das Bermudas. Foi operada pelo destacamento da Guarda Costeira dos Estados Unidos nas Bermudas.
Foi transferida da Naval Air Station Bermuda para a Base aérea de Kindley em novembro de 1963. Lá permaneceu até à retirada dos seus hidroaviões HU-16 Grumman Albatross em 1965. A sua missão foi posteriormente desempenhada por helicópteros.